# Malcolm McLaren

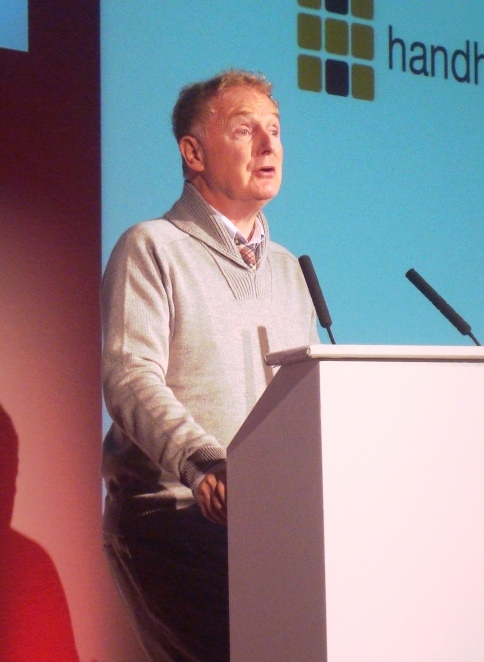
Malcolm McLaren (2009)

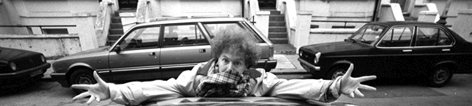
Malcolm McLaren (Dezember 1991)

Malcolm McLaren (eigentlich Malcolm Edwards; * 22. Januar 1946 in London; † 8. April 2010 in Bellinzona, Schweiz) war ein britischer Künstler, Modemacher, Designer, Musikmanager und Musiker.

## Leben und Werk
McLaren studierte Kunst am  Central Saint Martins College (1963), am Harrow Art College (1964), am Croydon College of Art (1968) und am Goldsmiths College. Er galt in seinem Wirken als Anarchist und war beeinflusst von den Situationisten. Er gründete 1971 mit Vivienne Westwood gemeinsam die Boutique Let it rock in der King’s Road 430 in London, in der Mode für Teddy Boys verkauft wurde. 1974 traf er in New York die New York Dolls, deren Manager er wurde und für die er Bühnenkostüme entwarf. Sein Engagement für die Band war jedoch wenig erfolgreich. Dennoch inspirierte ihn zu dieser Zeit die in Amerika aufkeimende Punk-Bewegung. Mitte der 70er kehrte er nach London zurück und benannte den dortigen Laden in Sex um. 1975 wurde er Manager der Band The Strand, die er avantgardistisch einkleidete und die sich alsbald in Sex Pistols umbenannte. 1979 schrieb er sich im Film The Great Rock ’n’ Roll Swindle gar die Erfindung der Sex Pistols zu.
Nach dem Ende der Sex Pistols managte er zunächst Adam and the Ants, trennte sich jedoch rasch von Adam Ant und formierte mit dessen voriger Band die Gruppe Bow Wow Wow. McLaren trat künftig auch selbst als Interpret in Erscheinung (Buffalo Gals, Double Dutch). 1983 war er in Europa einer der Ersten, die sich mit Hip-Hop auseinandersetzten. Nach seiner Beschäftigung mit Hip-Hop und Scratchen, die von Kritikern als Ausbeutung bezeichnet wurde, kombinierte er klassische Opernarien (Alben Fans, 1984, und Swamp Thing, 1983–1985 Outtakes), Walzermelodien (Album Waltz Darling, 1989) und französische Chansons (Album Paris, 1994) mit zeitgenössischen Popmusik-Elementen. Infolge seiner Beschäftigung mit dem Mbaqanga-Stil aus Soweto für das Album Duck Rock versuchte er 1986 als einer der Ersten, diese Musik auch in Europa bekannt zu machen, indem er die Kompilation Duck Food (Earthworks Records) herausbrachte.
Seine Bekanntheit hat er in erster Linie seinem geschäftstüchtigen Hang zur Provokation und skandalträchtigen Auftritten der von ihm gemanagten Bands zu verdanken. Mit den Sex Pistols ließ er keine Gelegenheit aus, das britische Königshaus zu provozieren, so z. B. durch den Auftritt der Band auf einem Schiff auf der Themse längs des Kronjubiläums-Umzuges. Bei Bow Wow Wow ließ er die damals noch minderjährige Sängerin möglichst nackt auf den Plattencovers abbilden. Auch im Umgang mit Plattenfirmen und Medien zeigte er Geschick. Der auch musikalisch kommentierte Rauswurf der Sex Pistols bei A&M und EMI bescherte der Band viel Publicity, ebenso die Aufforderung zum Hometaping auf den Platten von Bow Wow Wow. McLaren gilt als Wegbereiter der kommerzialisierten Punkbewegung, die ihren ursprünglichen Idealen widersprach und zum Mainstream-Musikprodukt mutierte.
McLaren, der später in einem alternativen Wohnprojekt in Paris lebte, veröffentlichte 1998 Buffalo Gals – Back to Skool. Für den im selben Jahr erschienenen Bildband The Album Cover Art Of Punk von Burkhardt Seiler and Friends (Olms) schrieb er, quasi als Inbegriff des rebellierenden Punks, das Vorwort. Sein letztes musikalisches Projekt bezog den Game Boy mit authentischen Geräuschen in die Musik ein. Seine Kandidatur für das Amt des Bürgermeisters von London zog er wieder zurück. 2006 produzierte er Richard Linklaters Film Fast Food Nation.

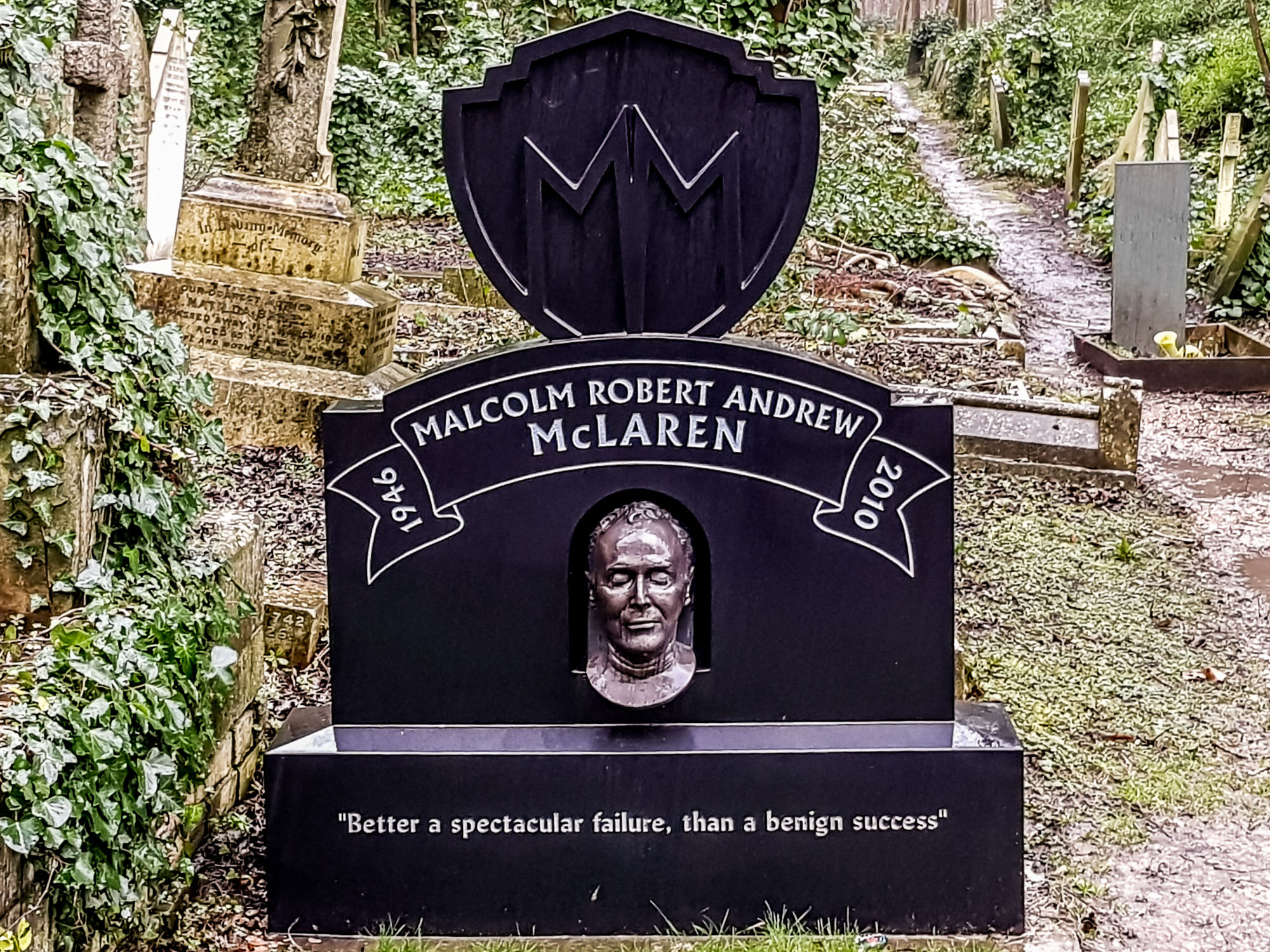
McLarens Grabstein auf dem Highgate Friedhof in London

McLaren starb am 8. April 2010 im Alter von 64 Jahren an den Folgen einer seltenen Art von Lungenkrebs, einem Mesotheliom, in einer Schweizer Klinik in Bellinzona. Mit seinen letzten Worten soll er gefordert haben: „Free Leonard Peltier!“ Er wurde auf dem Highgate Cemetery im Norden Londons beigesetzt. Auf seinem Sarg stand der Spruch: „too fast to live too young to die“.

## Diskografie

### Alben
| Jahr | Titel                                                            | Höchstplatzierung, Gesamtwochen, AuszeichnungChartplatzierungen (Jahr, Titel, Platzierungen, Wochen, Auszeichnungen, Anmerkungen) | Höchstplatzierung, Gesamtwochen, AuszeichnungChartplatzierungen (Jahr, Titel, Platzierungen, Wochen, Auszeichnungen, Anmerkungen) | Höchstplatzierung, Gesamtwochen, AuszeichnungChartplatzierungen (Jahr, Titel, Platzierungen, Wochen, Auszeichnungen, Anmerkungen) | Höchstplatzierung, Gesamtwochen, AuszeichnungChartplatzierungen (Jahr, Titel, Platzierungen, Wochen, Auszeichnungen, Anmerkungen) | Höchstplatzierung, Gesamtwochen, AuszeichnungChartplatzierungen (Jahr, Titel, Platzierungen, Wochen, Auszeichnungen, Anmerkungen) | Anmerkungen                                                                                    |
| Jahr | Titel                                                            | DE | AT | CH | UK | US | Anmerkungen                                                                                    |
| ---- | ---------------------------------------------------------------- | --- | --- | --- | --- | --- | ---------------------------------------------------------------------------------------------- |
| 1983 | Duck Rock                                                        | DE62 (1 Wo.)DE | — | — | UK18 Silber · (17 Wo.)UK | — |                                                                                                |
| 1984 | Would Ya Like More Scratchin’? (UK) / D’ya Like Scratchin’? (US) | — | — | — | UK44 (4 Wo.)UK | US173 (6 Wo.)US | mit The World’s Famous Supreme Team Minialbum mit 5 bzw. 6 Tracks Albumtitel in DE: Scratchin’ |
| 1984 | Fans                                                             | — | — | — | UK47 (8 Wo.)UK | US190 (6 Wo.)US |                                                                                                |
| 1989 | Waltz Darling                                                    | DE39 (13 Wo.)DE | — | — | UK30 (11 Wo.)UK | — | mit The Bootzilla Orchestra                                                                    |
| 1994 | Paris                                                            | — | — | — | UK44 (2 Wo.)UK | — |                                                                                                |

Weitere Studioalben
- 1985: Swamp Thing
- 1990: Round the Outside, Round the Outside (presents The World Famous Supreme Team Show)
- 1994: Largest Movie House in Paris

Kompilationen
- 1998: Buffalo Gals – Back to Skool (mit The World’s Famous Supreme Team vs. Rakim, Soulson, Da Boogie Man, KRS-One, De La Soul, T’Kalla, Hannibal Lechter, Burn One und Forrest Gump)
- 2005: Tranquilize
- 2009: Shallow – Musical Paintings

### Singles
| Jahr | Titel Album                                           | Höchstplatzierung, Gesamtwochen, AuszeichnungChartplatzierungen (Jahr, Titel, Album, Platzierungen, Wochen, Auszeichnungen, Anmerkungen) | Höchstplatzierung, Gesamtwochen, AuszeichnungChartplatzierungen (Jahr, Titel, Album, Platzierungen, Wochen, Auszeichnungen, Anmerkungen) | Höchstplatzierung, Gesamtwochen, AuszeichnungChartplatzierungen (Jahr, Titel, Album, Platzierungen, Wochen, Auszeichnungen, Anmerkungen) | Höchstplatzierung, Gesamtwochen, AuszeichnungChartplatzierungen (Jahr, Titel, Album, Platzierungen, Wochen, Auszeichnungen, Anmerkungen) | Höchstplatzierung, Gesamtwochen, AuszeichnungChartplatzierungen (Jahr, Titel, Album, Platzierungen, Wochen, Auszeichnungen, Anmerkungen) | Anmerkungen                                                        | [↑]: gemeinsam behandelt mit vorhergehendem Eintrag; [←]: in beiden Charts platziert |
| Jahr | Titel Album                                           | DE | AT | CH | UK | Dance | Anmerkungen                                                        |                                                                                      |
| ---- | ----------------------------------------------------- | --- | --- | --- | --- | --- | ------------------------------------------------------------------ | ------------------------------------------------------------------------------------ |
| 1982 | Buffalo Gals Duck Rock                                | DE20 (13 Wo.)DE | AT19 (2 Wo.)AT | CH9 (5 Wo.)CH | UK9 Silber · (12 Wo.)UK | Dance33 (15 Wo.)Dance | mit The World’s Famous Supreme Team                                |                                                                                      |
| 1983 | Soweto Duck Rock                                      | — | — | — | UK32 (5 Wo.)UK | — |                                                                    |                                                                                      |
| 1983 | Double Dutch Duck Rock                                | DE14 (17 Wo.)DE | — | — | UK3 Silber · (13 Wo.)UK | Dance47 (9 Wo.)Dance |                                                                    |                                                                                      |
| 1983 | Duck for the Oyster Duck Rock                         | — | — | — | UK54 (5 Wo.)UK | — |                                                                    |                                                                                      |
| 1984 | Madam Butterfly (Un bel di vedremo) Fans              | DE36 (9 Wo.)DE | — | — | UK13 (10 Wo.)UK | Dance20 (11 Wo.)Dance |                                                                    |                                                                                      |
| 1985 | Carmen (L’oiseau rebelle) Fans                        | — | — | — | UK79 (3 Wo.)UK | — |                                                                    |                                                                                      |
| 1989 | Waltz Darling                                         | DE18 (12 Wo.)DE | — | — | UK31 (8 Wo.)UK | Dance39 (4 Wo.)Dance | mit The Bootzilla Orchestra                                        |                                                                                      |
| 1989 | Something’s Jumpin’ in Your Shirt Waltz Darling       | DE45 (7 Wo.)DE | — | — | UK29 (8 Wo.)UK[Dance: ↑] | Dance39 (4 Wo.)Dance | mit Lisa Marie und The Bootzilla Orchestra                         |                                                                                      |
| 1989 | House of the Blue Danube Waltz Darling                | — | — | — | UK73 (3 Wo.)UK | — | mit The Bootzilla Orchestra                                        |                                                                                      |
| 1990 | Deep in Vogue Waltz Darling                           | — | — | — | UK83 (2 Wo.)UK | Dance1 (9 Wo.)Dance | mit The Bootzilla Orchestra                                        |                                                                                      |
| 1990 | Operaa House Round the Outside! Round the Outside!    | — | — | — | UK75 (4 Wo.)UK | — | pres. The World Famous Supreme Team Show                           |                                                                                      |
| 1991 | Magic’s Back The Ghosts of Oxford Street (Soundtrack) | — | — | — | UK42 (4 Wo.)UK | — | Thema aus dem Film The Ghosts of Oxford Street mit Alison Limerick |                                                                                      |
| 1998 | Buffalo Gals Stampede Buffalo Gals Back to Skool      | — | — | — | UK65 (1 Wo.)UK | — | vs. Rakim und Roger Sanchez                                        |                                                                                      |

Weitere Singles
- 1979: You Need Hands
- 1982: Hobo Scratch
- 1983: World’s Famous
- 1983: Double Dutch (New Dance Mix) (EP)
- 1984: Fans (Nessun Dorma)
- 1985: Duck Rock Cheer
- 1990: Call a Wave
- 1991: Romeo and Juliet (presents World Famous Supreme Team Show)
- 1991: Bird in a Gilded Cage (mit The Bootzilla Orchestra)
- 1992: For Jean Charles de Castelbajac
- 1992: Carry On Columbus (mit Fantastic Planet)
- 1994: Paris Paris
- 1995: Revenge of the Flowers (mit Françoise Hardy)
- 1997: The Bell Song
- 1998: Buffalo Gals Back to Skool (presents Rakim)
- 2004: The Party – Yoox.com 5th Anniversary
- 2004: Foxy Lady (mit The Wild Strawberries)
- 2004: Malcolm McLaren’s Fashionbeast Party (EP)

### Autorenbeteiligungen
- 1997: Mariah Carey – Honey

## Auszeichnungen für Musikverkäufe
| Goldene Schallplatte - Neuseeland - 1983: für die Single Buffalo Gals - 1991: für die Single Operaa House - Polen - 1996: für das Album Paris | Platin-Schallplatte - Neuseeland - 1990: für das Album Waltz Darling |

Anmerkung: Auszeichnungen in Ländern aus den Charttabellen bzw. Chartboxen sind in ebendiesen zu finden.
| Land/RegionAuszeichnungen für Musikverkäufe (Land/Region, Auszeichnungen, Verkäufe, Quellen) | Silber     | Gold     | Platin  | Verkäufe | Quellen         |
| -------------------------------------------------------------------------------------------- | ---------- | -------- | ------- | -------- | --------------- |
| Neuseeland (RMNZ)                                                                            | —          | 2× Gold2 | Platin1 | 35.000   | Einzelnachweise |
| Polen (ZPAV)                                                                                 | —          | Gold1    | —       | 25.000   | olis.pl         |
| Vereinigtes Königreich (BPI)                                                                 | 3× Silber3 | —        | —       | 460.000  | bpi.co.uk       |
| Insgesamt                                                                                    | 3× Silber3 | 3× Gold3 | Platin1 |          |                 |